# Olha Kosacz-Krywyniuk

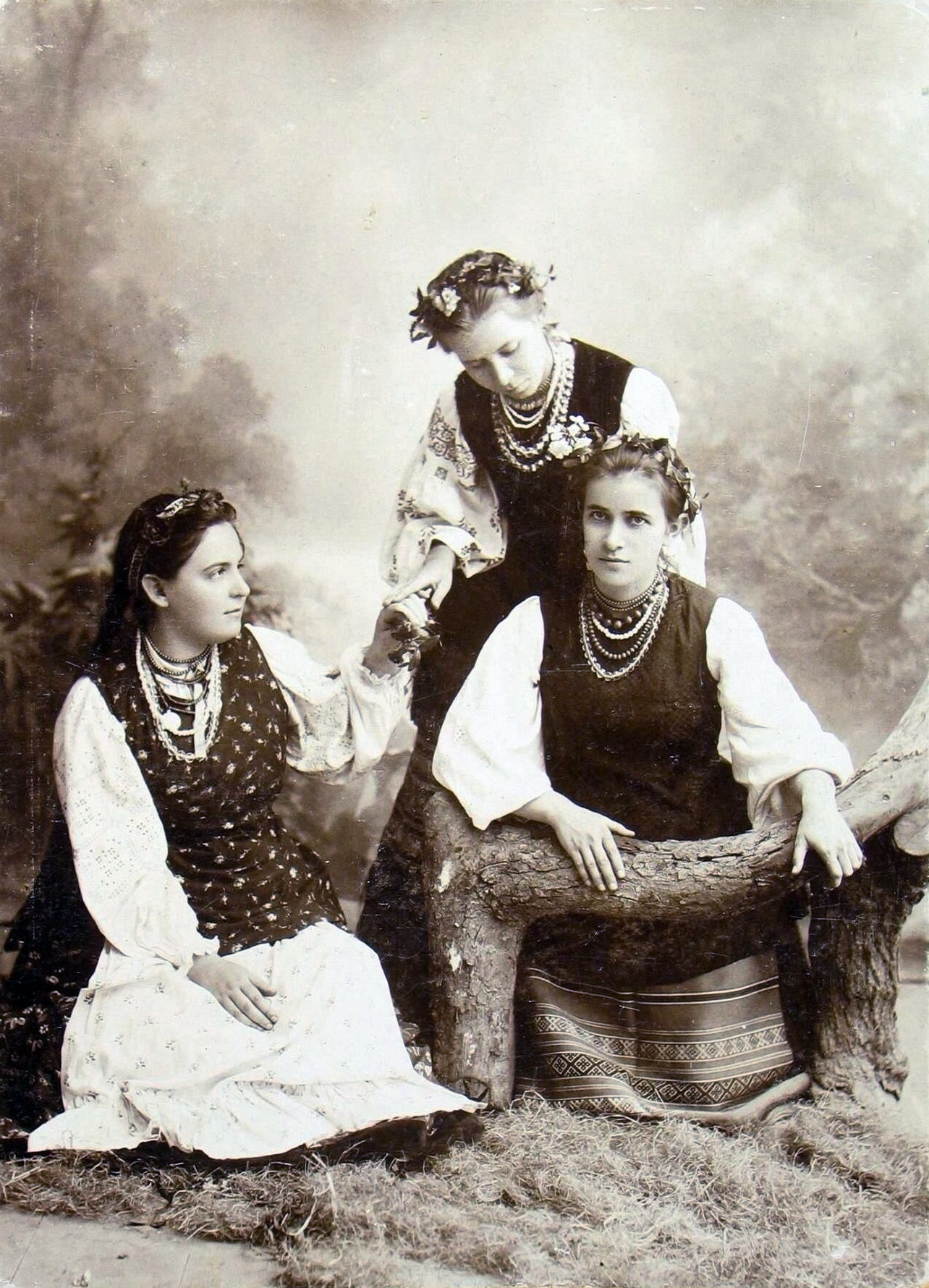
Od lewej: Oksana Staryćka-Steszenko, Łesia Ukrainka, Olha Kosacz 1896

Olha Petriwna Kosacz-Krywyniuk (ur. 14 maja?/26 maja 1877 w Nowogrodzie Wołyńskim (Zwiahlu), zm. 11 listopada 1945 r. w Augsburgu) – ukraińska pisarka, tłumaczka, lekarka i działaczka społeczna. Siostra Łesi Ukrainki, tłumaczka jej dzieł i autorka poświęconych jej wspomnień.

## Życiorys

### Działalność w Rosji carskiej
Córka prawnika i działacza społecznego Petra Kosacza i jego żony Olhy zd. Drahomanowej (Oleny Pcziłki) – pisarki, publicystyki i tłumaczki. Była trzecim dzieckiem w rodzinie, miała dwóch braci i trzy siostry.
Ukończyła gimnazjum żeńskie A. Duczynskiej w Kijowie w 1897 r. Następnie podjęła naukę na wyższych żeńskich kursach medycznych w Petersburgu. Przebywając w rosyjskiej stolicy, zajmowała się również tłumaczeniem dzieł ukraińskich autorów (z Galicji) na język rosyjski i publikowała swoje przekłady w piśmie Żyzn'. Starała się również o publikacje prac swojej starszej siostry Łarysy – Łesi Ukrainki. W 1904 r. ukończyła kursy medyczne. W tym samym roku w Kijowie poznała Mychajłę Krywyniuka, studenta politechniki praskiej i działacza antycarskiego ruchu rewolucyjnego, po czym wyszła za niego za mąż. By uniknąć aresztowania, para wyjechała następnie do Pragi. W 1906 r., po urodzeniu syna Mychajły, Olga Kosacz-Krywyniuk zdecydowała się jednak na powrót do Kijowa, mąż pozostał w Pradze. Za udział w ruchu rewolucyjnym została na krótko zatrzymana. Jako „politycznie niepewna” nie mogła podjąć pracy na rodzinnym Wołyniu. Zmuszona wyjechać z Kijowa, udała się do Jekatierinosławia, gdzie udało jej się otrzymać stanowisko ordynatora lecznicy prowadzonej przez ziemstwo. Prowadziła ambulatorium, opiekowała się sierotami i dziećmi chorymi psychicznie, poszukiwała rodzin gotowych przyjąć osierocone dzieci, jeździła z pomocą medyczną do wsi. Jej mąż, który wrócił do Kijowa, pozostał w tym mieście, gdyż znalazł tam pracę w banku Wołżsko-Kamskim. Olha Kosacz-Krywyniuk i jej syn zamieszkali w Łocmanskiej Kamiance pod Jekatierinosławiem; Mychajło Krywyniuk jedynie odwiedzał żonę, dołączył do niej dopiero w 1914 r.
W 1908 r. Olha Kosacz-Krywyniuk założyła w Łocmanskiej Kamiance przytułek dla sierot, a także pracownię tkactwa i koło wyszywania. W 1917 r. razem z mężem utworzyła wydawnictwo Słowo, publikujące książki dla dzieci. Wydali m.in. wiersze i bajki autorstwa Ołeny Pcziłki i zbiór utworów dla dzieci Ołeksandry Sudowszczikowej, piszącej pod pseudonimem Hryćko Hryhorenko. Krywyniukowie byli również działaczami katerynosławskiego koła Proswity.

### Na Ukrainie radzieckiej
W 1921 r., po urodzeniu drugiego syna Wasyla, Olha Kosacz-Krywyniuk wyjechała z mężem do Mohylowa Podolskiego, gdzie mieszkały jej matka i siostra. Wcześniej podczas klęski głodu w całym regionie jekaterynosławskim zmarła jej mała córeczka. Do 1924 r. pracowała w Mohylowie jako nauczycielka języka ukraińskiego i literatury ukraińskiej w szkole zawodowej. W 1924 r. przeprowadziła się z mężem do Kijowa, a w 1929 r. pracowała w bibliotece medycznej w Kijowie. Pod pseudonimem Ołesia Zirka publikowała swoje wiersze w pismach Zoria, Mołoda Ukrajina, Dzwinok. Wspólnie z mężem tłumaczyli na język ukraiński dzieła Iwana Turgieniewa, George Sand, Rudyarda Kiplinga, Guya de Maupassanta, Hansa Christiana Andersena, autorów czeskich, Elizy Orzeszkowej, Victora Hugo, Charlesa Dickensa.
W 1929 Mychajło Krywyniuk został fałszywie oskarżony w sfabrykowanej przez GPU sprawie Związku Wyzwolenia Ukrainy, fikcyjnej, nigdy nieistniejącej organizacji antyradzieckiej. 19 kwietnia 1930 został skazany na trzy lata więzienia w zawieszeniu, po uwolnieniu pracował jako księgowy na Rynku Besarabskim w Kijowie. W czerwcu 1941, tuż przed atakiem III Rzeszy na ZSRR wyjechał do Swierdłowska do pierworodnego syna Mychajły, który był tam zatrudniony jako inżynier. W drodze zastał go wybuch wojny, linia frontu odcięła go od pozostałej w Kijowie rodziny. Zginął pod kołami pociągu, przechodząc przez tory w Swierdłowsku 1 września 1944.

### II wojna światowa i emigracja
Olha Kosacz-Krywyniuk pozostała w Kijowie. W czasie niemieckiej okupacji Ukrainy pracowała nad cyklem opracowań poświęconym swojej nieżyjącej już siostrze, poetce Łesi Ukraince i innym członkom rodziny. Młodszy syn Wasyl, żołnierz Armii Czerwonej, trafił w pierwszych miesiącach wojny do niewoli niemieckiej, z której uciekł i wrócił do Kijowa. Siostra Olhy, Izydora Kosacz-Borysowa pracowała w kijowskim samorządzie pod okupacją i utrzymywała kontakt z ukraińskim podziemiem nacjonalistycznym. Obawiając się represji, w przededniu zajęcia Kijowa przez Armię Czerwoną siostry z dziećmi uciekły do Lwowa, następnie do Pragi. Tam zatrzymały się u swojej siostry Oksany Kosacz-Szymanowskiej, muzyka i wykładowczyni języka francuskiego. Następnie Olha Kosacz-Krywyniuk z synem wyjechała do Niemiec, gdzie zmarła w 1945 r. w obozie dla przesiedleńców.